# 新冠温泉
新冠温泉（にいかっぷおんせん）は、北海道新冠郡新冠町字西泊津にある温泉。

## 泉質
- ナトリウム - 塩化物・炭酸水素塩泉（アルカリ性低張性冷鉱泉）
  - 源泉温度17.8℃、pH 8.8
  - 黄褐色透明、無味、石油臭[1]

## 温泉地
- 日帰り入浴施設と宿泊施設を兼ねた公共施設、「新冠温泉レ・コードの湯、ホテルヒルズ」のみが存在する。

## 歴史
- 1998年（平成10年） - 開湯。

## アクセス
- 道南バス「新冠温泉レコードの湯」停留所[2]。
- 旧・日高本線新冠駅、道の駅サラブレッドロード新冠、新冠バス停から無料送迎バス。
- 日高自動車道日高厚賀ICから約20分。